# جمال بلمجدوب
جمال بلمجدوب (مواليد 15 نوفمبر 1959) مخرج أفلام وكاتب سيناريو وناقد سينمائي مغربي. حصل على بكالوريوس الاقتصاد في مدينة ليل الفرنسية عام 1978، ثم درس بعدها السينما.  وقام بإخراج العديد من الأفلام المغربية، أبرزها الفيلم التليفزيوني القسم 8.

## أعماله
قام جمال بلمجدوب بإخراج عدة أعمال من أهمها:
- فيلم القسم 8
- فيلم ليالي بيضاء
- مسلسل خلخال الباتول
- فيلم ياقوت
- فيلم الباحث
- فيلم الحلم المغربي
- فيلم الحاج عيبود[3]
- فيلم امرأة في الظل

## وصلات خارجية
- جمال بلمجدوب على موقع IMDb (الإنجليزية)
- جمال بلمجدوب على موقع قاعدة بيانات الأفلام العربية